# Небехай, Густав
Густав Не́бехай (нем. Gustav Nebehay; 26 июня 1881, Вена — 17 сентября 1935) — австрийский антиквар и меценат.

## Биография
Родился 26 июня 1881 года в Вене.
В 1900 году, будучи продавцом книг, Густав отправился в Лейпциг, где поступил на работу в компанию C. G. Boerner — один из старейших немецких художественных магазинов, покупателем которого был в своё время Иоганн Вольфганг Гёте. Вскоре немецкая компания превратилась во всемирно известное предприятие в области старинной графики и литературы. Сам Густав Небехай в последующие годы вырос в крупного специалиста по графике и антиквариату, особенно отличаясь в области ручного рисунка старых мастеров. Став арт-дилером и библиофилом, он одним из первых стал выпускать свои каталоги. В числе его клиентов были многие известные люди, включая австрийского писателя Стефана Цвейга.
В 1908 году Густав Небехай женился на Мари Зоннтаг (Marie Sonntag) — сестре Карла Зоннтага, участника немецкого движения книжного искусства. В 1917 году они переехали в его родной город Вену, где Небехай открыл свою собственную художественную галерею в отеле «Бристоль», а также стал партнером продавца книг V. A. Heck на венской Рингштрасе.

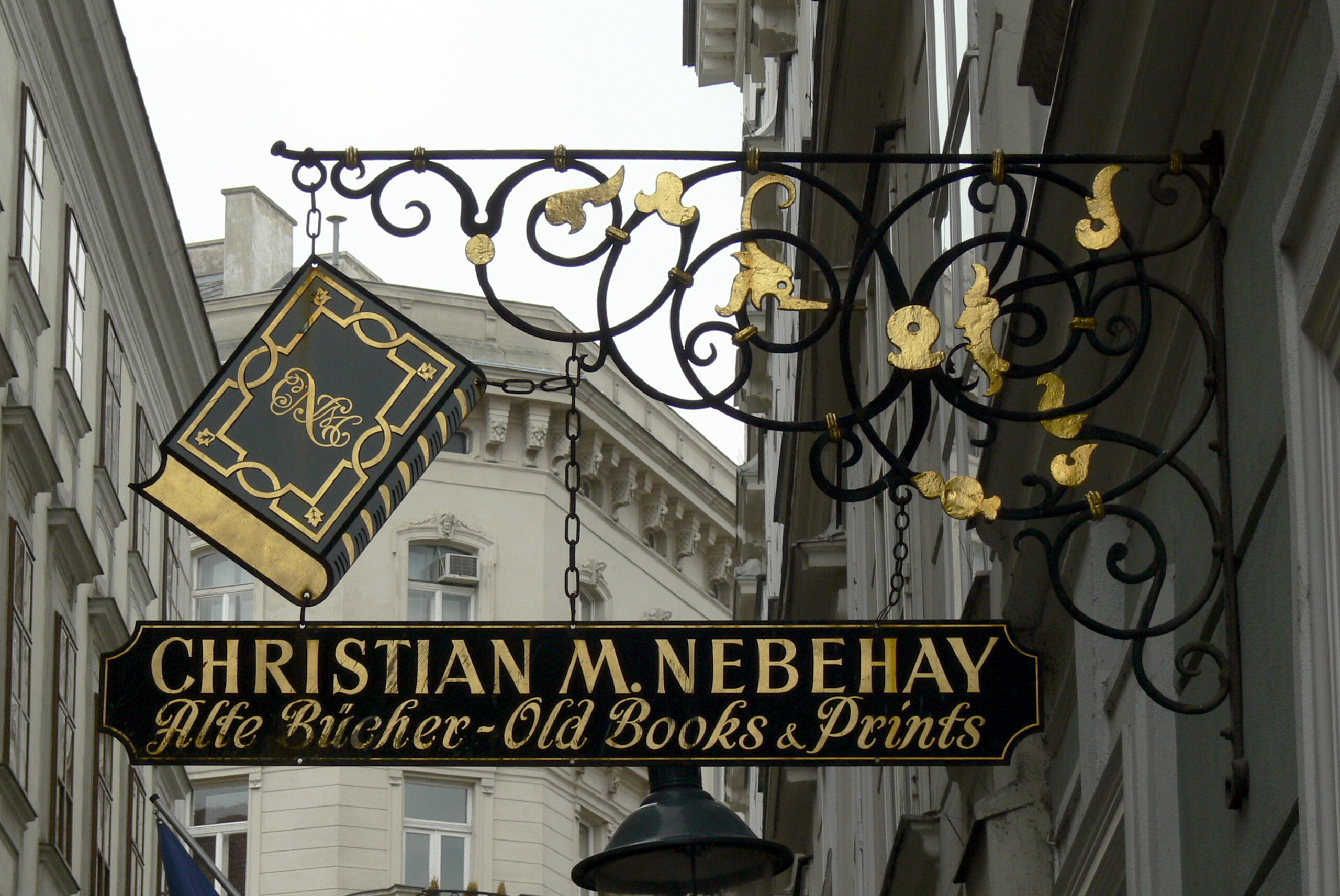
Магазин Кристиана Небехая

Небехай находился в профессиональных и дружеских отношениях со многими известными художниками своего времени: Густав Климт, Эгон Шиле, Йозеф Хоффман и другие. Густав Климт посвятил несколько своих рисунков семье Небехай. Густаву была поручена продажа художественного наследия Климта и Шиле. Кроме того, он организовал первую посмертную выставку Шиле и выставку мозаичных работ Климта. Также Небехай финансировал и поддерживал многих австрийских художников. В их числе был молодой Герберт Бёкль: среди прочего меценат финансировал его учебные поездки в Париж, Берлин и на Сицилию.
Умер 17 сентября 1935 года в Мариенбаде (ныне город Марианске-Лазне в Чехии).
После его смерти старший сын Кристиан Небехай продолжал управлять семейной долей в компании V. A. Heck. В 1945 году он основал в Вене свой собственный книжный магазин на Annagasse 18, который существует и в настоящее время.